# 加勒廷
加勒廷（英語：Gallatin）是位于美国纽约州哥伦比亚县的一个镇，地处哥伦比亚县南端、纽约市以北100英里。2010年美国人口普查时，该镇有1668人。 1830年，加勒廷镇从安克拉姆镇分出，正式建立。其名称来源于艾伯特·加勒廷。